# Pinar de Chamartín

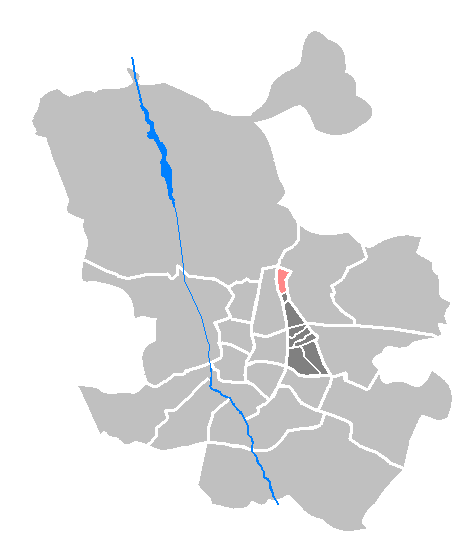
Kvarteret Costillares (Pinar de Chamartín) i distriktet Ciudad Lineal.

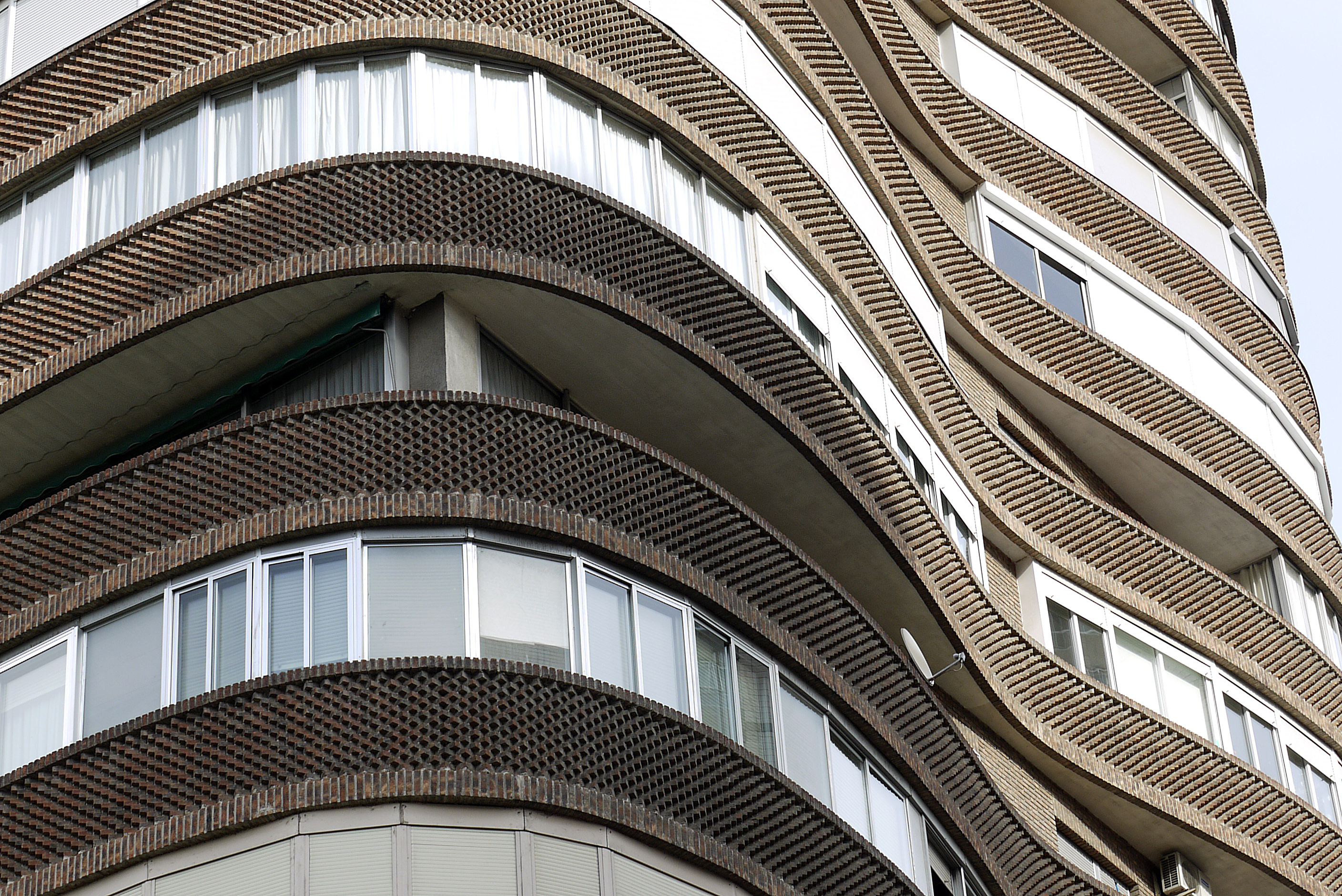
Husfasad vid C/ Caleruega.

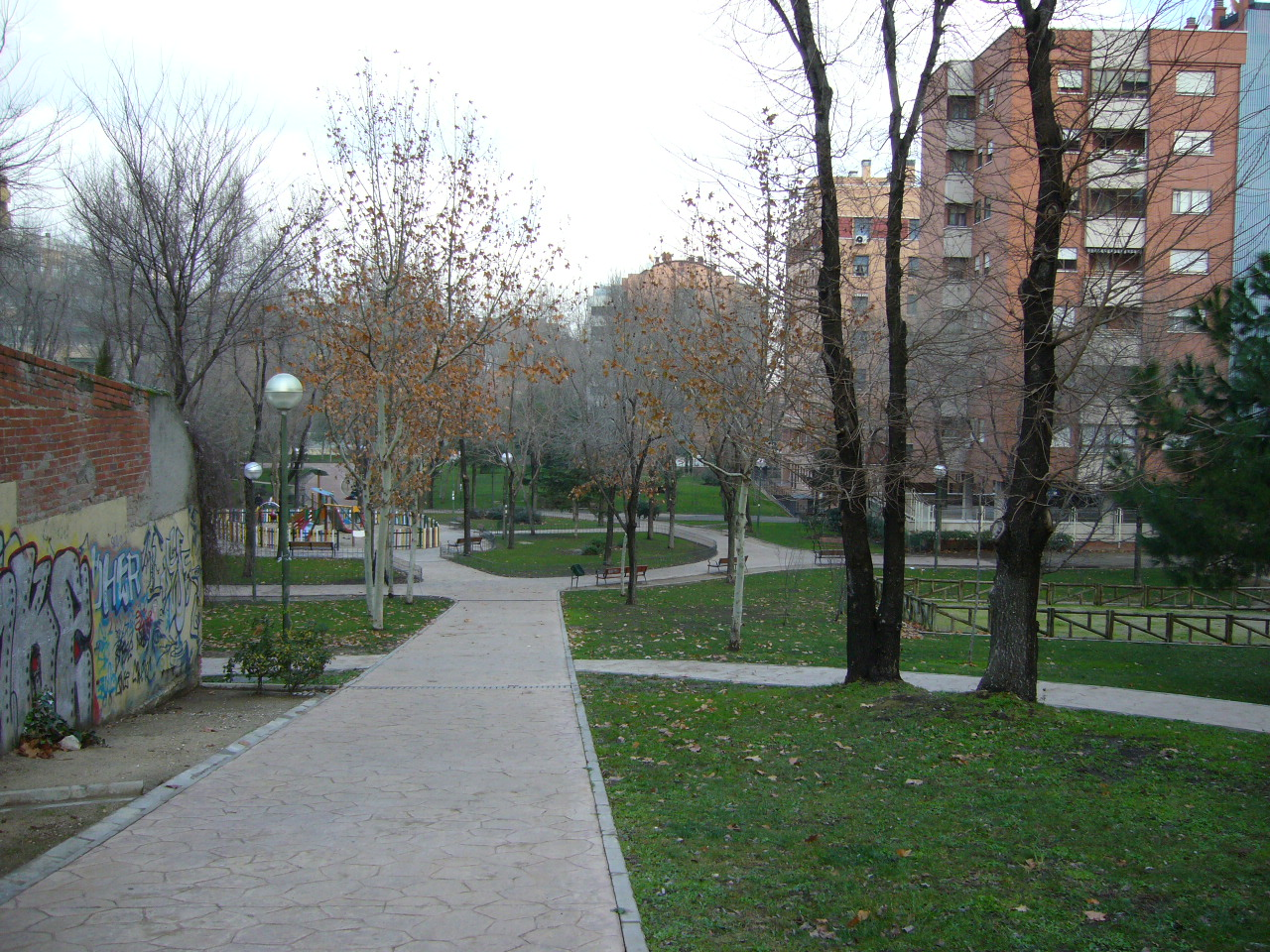
Parken Pinar de Chamartín sedd från Calle de las Anémonas

Gränserna för stadsdelen.

Pinar de Chamartin är en stadsdel i norra delen av Madrid, Spanien. 

## Bakgrund
Stadsdelen ligger inom Ciudad Lineal. Enligt stadsdelsrådet heter området Pinar de Chamartin egentligen Costillares, även om denna benämning inte används i praktiken. De viktigaste gatorna är den sista delen av Calle de Arturo Soria, och Jasmine Caleruega. Bland de viktigaste byggnaderna är församlingskyrkan Santa Maria del Pinar, vårdcentralen Pinar de Chamartin och vårdkomplexet för Alzheimerspatienter. 

## Historia
Under 1800-talet utgjorde området en tallskog för invånarna i Chamartín de la Rosa, på andra sidan om vattendraget Abroñigal på gränsen till byn Hortaleza. 
Från 1908 till 1971 gick en spårvagn i detta kvarter i Madrid. Den användes som transportmedel i flera filmer inklusive Doktor Zjivago av David Lean. 
Under 1970-talet växte stadsdelen genom ett område med en rad stora höghus med höjder på upp till 22 våningar och med stora öppna ytor. Trakten blev ett exempel för utvecklingen under Francodiktaturens sista åren, så som det framställdes i filmen La Cabina med Jose Luis Lopez Vazquez i huvudrollen.

## Geografi och befolkning
El Pinar Chamartin är det högsta området i kommunen Madrid. Där gatan Arturo Soria och Avenida de San Luis korsar området, når marken en höjd av 742 meter. Dessutom finns på den punkten en byggnad med 21 våningar med 80 meter i höjd, vilket ger den slutliga höjden (räknat på byggnaden) 820 meter. Men det är inte den högsta punkten i byggnadsväg, eftersom Torre Picasso har en total höjd på 860 meter. 
Stadsdelen har en befolkning för 22 616 invånare. Den åldersgrupp som är mest representerad är människor mellan 25 och 29 år. 

## Transporter

### Bussar
Stadsdelen är mycket bra ansluten med Hortaleza och områden norr och mitten av Madrid. 
- Bussarna 107 och 129 ansluter stadsdelen med metrostationen Plaza de Castilla.
- Linje 150 ansluter till Virgin Cortijo och Puerta del Sol
- Linje 125 ansluter till Mar de Cristal och sjukhuset Ramon y Cajal
- Linje 7 ansluter Manoteras till Alonso Martinez
- Linje 29 ansluter Manoteras till Avenida Felipe II
- Nattbusslinje är N1.

## Metro
- Den 11 april 2007 förlängdes Linje 1 och Linje 4  till den nya stationen Pinar Chamartin.
- Även Metro Ligero Línea 1 av Metro Ligero, som går till Sanchinarro och Las Tablas via Isla de Chamartín och Virgen del Cortijo, har sin början här i denna station.

### Kyrkor
- Parroquia de Santa María del Pinar
- Parroquia de San Gabriel de la Dolorosa

### Vårdcentraler
- Ambulatorio del Pinar de Chamartin
- Centro de Enfermos de Alzheimer
- Centro de Salud Jazmín
- Hospital Oncológico MD Anderson